# Лайл (город, Миннесота)
Лайл (англ. Lyle) — город в округе Моуэр, штат Миннесота, США. На площади 1,99 км² (1,99 км² — суша, водоёмов нет), согласно переписи 2000 года, проживают 566 человек. Плотность населения составляет 284,4 чел./км².
- Телефонный код города — 507
- Почтовый индекс — 55953
- FIPS-код города — 27-38654[1]
- GNIS-идентификатор — 0647318[2]